# 南極座π
南極座π，又名CP-82 629，HD 130650、SAO 258713、HR 5525，是南極座的一颗恒星，视星等为5.65，位于銀經306.84，銀緯-21.37，其B1900.0坐标为赤經14h 44m 13.7s，赤緯-82° -21.37′ 24″。